# Enseignement de l'arabe en France
Pour un article plus général, voir Enseignement de l'arabe.
 (janvier 2025).
L'enseignement de la langue arabe est ancien sur le territoire français. Il remonte à l'époque de François Ier. Entre la fin du XVIIIe siècle (fondation de l'école de langues orientales en 1795) et le début du XXe siècle (création de l'agrégation d'arabe en 1905) se développe un réseau d'institutions assurant la formation des arabisants dont la France a besoin pour ses ambitions coloniales en Méditerranée. Avec la décolonisation, l'arabe semble appelé à connaître un déclin inéluctable.
Mais la place importante qu'occupe le Proche-Orient dans les relations diplomatiques de la France et l'émergence d'une jeune génération éduquée issue de l'immigration de travail maghrébine des Trente Glorieuses relancent l'intérêt pour cette langue, qui connaît un succès certain dans l'enseignement supérieur, mais souffre dans l'enseignement secondaire de la concurrence d'autres formes d'enseignement et du désintérêt relatif de l'État.

## Origines
L'enseignement de l'arabe en France est ancien. L'étude de cette langue, introduite en Europe après que Rome a commencé à former les prêtres maronites originaires du Liban, gagne rapidement la France qui, dès François Ier, noue des relations diplomatiques amicales avec l'Empire ottoman.
C'est au XVIIe siècle, sous le règne de Louis XIV, que Colbert décide de créer une école d'interprètes qui permettrait de se passer des intermédiaires locaux, les drogmans (de l'arabe turjumân qui a donné en français « truchement »). L'École des Jeunes de Langues est créée en 1669.
La République crée en 1795 une seconde école, l'école spéciale des langues orientales, dont la mission est d'enseigner les langues orientales vivantes « d'une utilité reconnue pour la politique et le commerce » : les trois premières langues enseignées sont le turc, l'arabe et le persan. Cette école existe toujours sous le nom d'Institut national des langues et civilisations orientales.
Dès les origines, la République s'est donc attachée à former des arabisants.

## Une offre croissante
Au départ formation complémentaire réservée aux diplomates, missionnaires et militaires, l'arabe gagne peu à peu sa reconnaissance comme discipline à part entière : en 1905 est créée l'agrégation d'arabe. Le Certificat d'aptitude au professorat de l'enseignement du second degré (CAPES) suivra en 1975.
Dans le courant des années 1990, sous l'action conjuguée d'une actualité internationale où le Proche-Orient se taille la part du lion et de la visibilité accrue de la jeune génération de Français issus de l'immigration maghrébine, l'enseignement de l'arabe devient victime de choix idéologiques et de politiques qui créent un sentiment de précarité chez les élèves, étudiants et professeurs et contribue à donner à cette discipline l'image d'une matière "à risque" où les débouchés peuvent s'élargir prodigieusement ou se tarir d'une année à l'autre.[réf. nécessaire]
Néanmoins, le nombre d'étudiants en arabe connaît de la fin des années 1990 au début des années 2000 une très forte hausse, notamment dans les établissements universitaires. Ainsi, le département d'arabe de l'INALCO a pu enregistrer certaines années près de 1000 nouveaux inscrits.

## L'absence de politique globale

### Une demande plus grande que l'offre
Mais cet engouement ne connaît pas de répercussion dans l'enseignement secondaire, malgré l'initiative de Claude Allègre qui décide d'augmenter significativement le nombre de postes proposés au CAPES et à l'agrégation. En effet, les créations de postes sur le terrain ne suivent pas, les chefs d'établissements étant extrêmement réticents à ouvrir des classes d'arabe aussi bien dans les établissements défavorisés où l'on craint que cette langue ne contribue à la ghettoïsation de l'établissement que dans les lycées de centre-ville où l'on craint que l'ouverture de cette option attire dans ce lycée des populations « à problèmes », comme le suggère Brigitte Perruca dans son article La langue arabe chassée des classes.
Pourtant, la demande est forte, mais une part importante des jeunes et des adultes qui apprennent l'arabe le font des structures privées ou associatives, souvent communautaires, situation paradoxale, puisque le ministère de l'éducation nationale excipe du sous-emploi d'une partie des enseignants d'arabe pour justifier la fermeture du CAPES en 2011, ce qui montre a contrario qu'il dispose des moyens humains pour proposer une offre alternative.
Il existe une forte demande pour un enseignement de l'arabe[réf. nécessaire], une offre consistante puisque la politique menée par Claude Allègre et son successeur ont permis une augmentation et un rajeunissement substantiels du corps enseignant. Mais cette offre et cette demande ne se rencontrent pas.

### La réponse politique depuis 2002
Peu sensibles à cette question, les ministères qui se sont succédé depuis 2002 ont décidé, plutôt que de sensibiliser les chefs d'établissement à cet enjeu, de réduire voire de fermer les concours de recrutement des enseignants d'arabe. En 2004, alors que le ministre de l'éducation nationale Luc Ferry proclame la nécessité de diversifier l'enseignement des langues, ses services décident, fait sans précédent depuis la création de l'agrégation et du CAPES, la fermeture des deux concours.
Le 16 mars 2004, F. Lagrange, président du CAPES du jury du CAPES d'arabe et Luc-Willy Deheuvels, son prédécesseur, signent dans Libération une tribune intitulée "La langue arabe, un enjeu social" où ils attirent l'attention sur l'importance d'un enseignement de l'arabe dans des conditions scolaires conventionnelles et mettent en garde contre l'abandon de cette langue aux associations communautaires.
Parallèlement, une pétition intitulée Yakfi ("Ça suffit" en arabe) est lancée par les étudiants d'arabe. Le texte reprend la même thématique et mentionne également la longue liste de brimades administratives dont la discipline a été victime au cours des années précédentes (fermetures de classes dans des lycées prestigieux au nom de raisons idéologiques, combats permanents pour obtenir le maintien de bourses d'études à l'étranger, etc.). La pétition obtient un succès inespéré qui dépasse largement les limites du milieu des arabisants, récoltant plus de 2 000 signatures en deux semaines. Les Inrockuptibles (no 434, p. 25) et L'Humanité s'en font l'écho.
Face à cette vigoureuse réaction, le ministère de l'éducation nationale publie un communiqué qualifiant la fermeture des concours de "rumeur totalement infondée".
Pourtant, début juillet, le même ministère annonce la fermeture du CAPES. Dans le journal Libération daté du 6 juillet 2004, G. Ayoub, Luc-Willy Deheuvels et F. Lagrange, anciens et actuel président du jury du CAPES, réfutent l'argumentation de la direction des personnels enseignants qui prétend que 40 % des enseignants d'arabe seraient en surnombre et payés à rester chez eux. Pourtant, rien n'y fera et seule l'agrégation sera ouverte en 2005.
L'arrivée à Matignon de Dominique de Villepin, plus sensible à la question, permet la réouverture des deux concours en 2006 et 2007.
Mais l'enseignement de l'arabe n'en reste pas moins durement touché par quatre années de réductions constantes qui ont divisé le nombre de postes proposés au concours par quatre (20 postes en 2002, 5 en 2006) et conforté l'idée que les études arabes sont des études à risques, aux débouchés instables.[non neutre]

### Le colloque du centenaire de l'agrégation de l'arabe
Le centenaire de l'agrégation d'arabe donne lieu les 17 et 18 novembre 2006 à un colloque au cours duquel plusieurs interventions s'efforcent de dresser un tableau fidèle de l'enseignement de l'arabe en France d'hier à aujourd'hui. Dans une intervention intitulée La "masse manquante" : l'offre du service public et les enjeux de l'enseignement de l'arabe en France aujourd'hui, Luc-Willy Deheuvels, professeur à l'INALCO, relève les éléments suivants:
1. L’enseignement de l’arabe dans l’enseignement public secondaire rassemble moins de 5 000 élèves, dont 1 500 à Mayotte et à la Réunion ;
2. Il faut y ajouter plus de 1 500 élèves contraints d’étudier l’arabe par correspondance faute d’un maillage suffisant de l’offre dans les établissements publics ;

Alors que, dans le même temps, 
1. les enseignements de langue et culture d’origine (ELCO), financés par les États du Maghreb à destination des enfants de leurs ressortissants installés en France rassemblent 40 000 personnes, alors qu’ils sont majoritairement implantés dans le secondaire.
2. l’enseignement dans un cadre associatif, souvent religieux, et dont les pratiques pédagogiques ne sont pas contrôlées, rassemble 60 000 personnes, d’après les évaluations du ministère de l’intérieur.

Au total, l’enseignement public de l’arabe « en présentiel » en France métropolitaine rassemble donc 3 500 élèves, contre 100 000 pour les ELCO et les associations.

## L'enseignement de l'arabe depuis le début du mandat de M. Sarkozy

### Le discours de Constantine
Nicolas Sarkozy maintient l’ouverture des concours d’arabe et, le 5 décembre 2007, à l’occasion d’une visite d’État en Algérie, il prononce un discours dans lequel il déclare :
Ce qui compte, c’est que l’Algérie et la France aient la langue française en partage et que tant d’écrivains, tant de savants expriment en français ce qu’il y a de plus beau dans l’art, dans la sagesse et dans la pensée algérienne. Et je souhaite que davantage de Français prennent en partage la langue arabe par laquelle s’expriment tant de valeurs de civilisation et de valeurs spirituelles. En 2008, j’organiserai en France les Assises de l’enseignement de la langue et de la culture arabes, parce que c’est en apprenant chacun la langue et la culture de l’autre que nos enfants apprendront à se connaître et à se comprendre. Parce que la pluralité des langues et des cultures est une richesse qu’il nous faut à tout prix préserver.

### Les Assises de l'enseignement de la langue et de la culture arabe
Ces assises sont organisées le 9 octobre 2008 à l’Assemblée nationale. Empêché de se joindre à ces assises, Nicolas Sarkozy fait lire par Mme Malika Ben Larbi, sous-préfet, un message, dans lequel il vante son action en faveur de l’islam et son action afin de fournir aux pays arabes un accès au nucléaire civil, deux éléments absents de la note d’intention préparée par les organisateurs.
À l’issue de cette journée, le ministre de l’Éducation nationale, Xavier Darcos, annonce cinq grands axes de développement pour l’enseignement de la langue arabe :
1. Généralisation des sixièmes bilangues dès la rentrée suivante
2. Identification et création d’établissements pilotes pour l’arabe afin d’éviter la dispersion des moyens
3. Généralisation des regroupements inter-établissements en centre-ville dans les grandes agglomérations
4. Développement des sections internationales et de langues orientales (avec une ouverture prévue pour l’année suivante). C’est à cette occasion, que le ministre a évoqué les succès que sont les deux seules sections internationales d’arabe : celle d’Honoré de Balzac (Paris) et celle du Lycée International d’Europole (Grenoble).
5. Développement de l’arabe dans l’enseignement professionnel (notamment hôtellerie, tourisme, restauration)

### Des mesures qui tardent à se concrétiser
Un an après, les mesures annoncées tardent à se concrétiser. Cependant, l'intérêt pour la question est relancé par un article publié par Brigitte Perucca dans l’édition du Monde du 9 septembre 2009, intitulé La langue arabe chassée des classes, qui reprend une partie des analyses exposées lors du colloque du centenaire de l'agrégation d'arabe. 
Cet article à un certain retentissement, puisqu’il donne lieu à deux questions de sénateurs, MM. Yannick Bodin (PS) et Jacques Legendre (UMP) au ministre de l’Éducation nationale. Celui-ci n’a pour l’instant pas répondu.